# Río Campo
El río Campo (también llamado río Ntem) es un río en la parte continental norte del país africano de Guinea Ecuatorial. Su tramo final, incluyendo su desembocadura en el golfo de Biafra, forma parte de la frontera con Camerún.